# 婦好

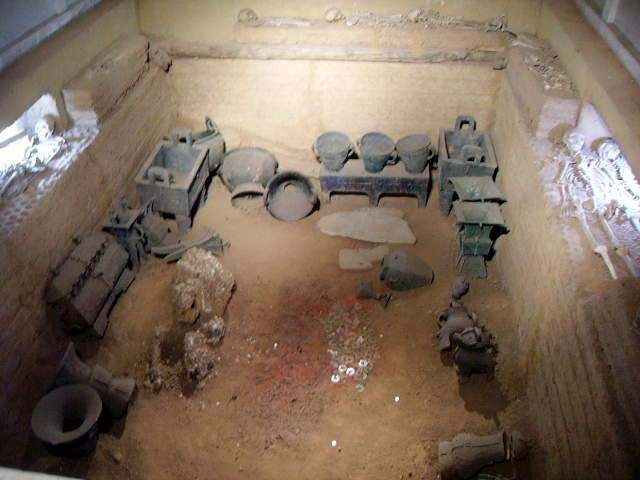
殷墟の婦好墓

婦好（ふこう）は殷第23代王武丁の妻の一人。諡号は母辛、姓氏は不詳。中国史に登場する最初の女性政治家、軍事家。

## 概要
殷の王武丁の妻であるが、『史記』などの伝世文献には婦好の記録はない。甲骨文を中心とする商代の文字資料にのみその存在が確認でき、特に1976年に墓が発見されたことから広く知られるようになった。
婦好に関する甲骨卜辞は250件以上にものぼる。武丁の在位中は周辺国家・部族に対し戦闘が行われており、婦好も数多く兵を率いて出兵した。巴方、土方、夷方などの征伐におもむき、羌人征伐のときには13,000もの軍勢を率いている。また、祭祀を執り行ってもいたようである。このほか、男児を生むかどうかといった出産に関する卜辞や、体調・病気に関する卜辞などが残されている。婦好の生死を占った卜辞もあり、のち武丁の在位中に死去した。武丁期以降の甲骨文には祭祀対象の先祖として登場する。
武丁に先立ち死去した婦好は殷墟の宮殿宗廟区内にある婦好墓（現在の河南省安陽市殷都区）に埋葬された。殷王族の墓の中では唯一盗掘をまぬがれ、1976年に発見された。墓内からは婦好が軍事権を握っていたことを示す鉞や、殷代には珍しい銅鏡、方鼎や長方彝など1,928件の文物が出土している。

## 呼称について
「婦好」の「婦」はなんらかの地位を表す語で、婦好がそうであるため一般には「王の妻」と解釈されている。しかし「婦」を冠する人物は少なく見積もっても60名前後は確認されるため、女官一般を指すとする説等もある。
「婦好」の「好」は、「子」という名の集団・国族出身であることを表す。甲骨文では、女性であるため「女」が添えられて多くの場合「婦好」と書かれるが、「帚子」「婦子」等と書かれる場合もある。そのため厳格には婦好は現代語で「ふし」と読むことになるが、「子」に女偏を加えた字が好悪の「好」と同じ形であるため便宜的に「ふこう」と読まれている。
死後の甲骨文では「母辛」または「妣辛」といった諡号で呼称される。「妣」は王の配偶を表す。

## 婦好を主人公とした作品
- 佳穂一二三 『婦好戦記　―最強の女将軍と最弱の巫女軍師― 』 (ヒストリアノベルズ)　–　王妃でありながら軍勢を率い、国境で異民族と交戦する。古代中国歴史ファンタジー。